# Fusillés de Saint-Julien-du-Verdon
 (novembre 2020).
Les Fusillés de Saint-Julien-du-Verdon sont 11 résistants qui ont été fusillés collectivement le 11 juin 1944 par la Gestapo de Nice à Saint-Julien-du-Verdon (Alpes-de-Haute-Provence, anciennement Basses-Alpes) dans un champ. 
Aujourd'hui, un espace commémoratif rappelle cette exécution collective. Il se trouve près du champ où a eu lieu l'exécution, le long de la RN 202 (207), à proximité de la départementale 955 (552) provenant de Castellane (Alpes-de-Haute-Provence). Cet espace commémoratif a été inauguré le 23 juillet 1945 et a connu depuis plusieurs transformations. 
Une cérémonie commémorative y a lieu tous les 11 juin. Elle regroupe les officiels, les anciens combattants, une délégation du Lycée Masséna  de Nice (Alpes-Maritimes) et les citoyens.
Ce sont cependant 13 résistants que la Gestapo de Nice a emmenés vers Saint-Julien-du-Verdon (Alpes-de-Haute-Provence). Deux d'entre eux ont été exécutés sur la route au Bar-sur-Loup (Alpes-Maritimes).

## Les causes de l'exécution
Dans le cadre d'un débarquement allié à venir, la Résistance reçoit comme consigne d'intensifier les actions de guérillas et de formation de maquis aussi bien dans le nord que le sud de la France. Le lieu précis du débarquement est encore inconnu.
Le 3 juin 1944, un détachement de maquisards Francs-tireurs et partisans (FTPF) occupe le village de Saint-Pierre (Alpes-de-Haute-Provence). Le détachement est commandé par Henri Hutinet alias Jean-Louis (Voray), ancien officier de l'armée d'armistice. Deux miliciens sont arrêtés, jugés, condamnés à mort et exécutés en public à 19h30. Vers 21 heures, les maquisards quittent le village à bord de deux bus réquisitionnés. Jean-Louis reçoit alors une information du sous-secteur FTP : la Gestapo de Nice (Alpes-Maritimes) va effectuer un déplacement par la route en direction de Digne (Alpes-de-Haute-Provence). L'ordre est donné d'attaquer les véhicules. Jean-Louis organise l'embuscade au col de Toutes-Aures, qui relie les vallées du Var et du Verdon (1.120 mètres d’altitude), entre Vergons et Annot. L'attaque a lieu le 6 juin 1944 à 8 h 45. Deux voitures sont interceptées par les maquisards. La première voiture passe puis est immobilisée après le col. La seconde voiture est interceptée au niveau du col. Les chauffeurs sont tués. Dans la seconde voiture, 3 officiers allemands sont tués dont l'adjoint (le lieutenant X) du chef de la Gestapo de Digne en uniforme SS. De la première voiture s'enfuient sous les tirs des maquisards 3 hommes (deux officiers et un civil) : le commandant Wolfram de la sûreté allemande de Digne, le capitaine Von Padorski et le lieutenant Heitman. Wolfram est grièvement blessé et décède quelques jours après à l'hôpital de Digne. Les maquisards récupèrent les papiers, les documents, les bottes, les armes. Ils arrosent ensuite les cadavres d'essence avant de les faire brûler,. 
Les maquisards FTP partent ensuite à Vergons (Alpes-de-Haute-Provence) où les villageois leur apprennent le débarquement en Normandie. Ils se rendent ensuite à Saint-Julien-du-Verdon (Alpes-de-Haute-Provence) où ils arrivent vers midi. Des habitants les aident à dresser un barrage de madriers et de matériaux divers pour contrôler la circulation au carrefour de trois routes venant de Nice (Alpes-Maritimes), Castellane et Digne (Basses-Alpes). Rapidement, une voiture de police française arrive de  Castellane (Alpes-de-Haute-Provence). Elle est suivie d'un camion remplis d'Allemands. Les maquisards mitraillent le convoi au carrefour. Un convoi de camions chargé d'Allemands surgit alors depuis Saint-André-les-Alpes (Alpes-de-Haute-Provence). Les maquisards décrochent vers la montagne. Dans la panique, les deux convois allemands se tirent dessus et s'infligent ainsi des pertes. Au total, 7 Allemands sont tués,.
Un détachement allemand arrive à Vergons (Alpes-de-Haute-Provence) dans l'après-midi. Paul Simon, le frère du maire, s'enfuit. Il est abattu. Six personnes sont arrêtées : Angelin Audibert, Élie Bérault, Émile Goujon, César Guérin, Émile Mourrin et le maire Simon. Ils sont amenés à Digne puis finalement relâchés. Trois hommes sont arrêtés à Saint-André-les-Alpes et Digne (René Dedieu-Amour, Jean Pianetta et Jean Tarentola) à la suite de coups de feu contre un collaborateur. Les Allemands fouillent le village de Saint-Julien-du-Verdon et arrêtent le maire Jean Martel qui est déporté,.
Les combats se poursuivent les jours suivants notamment autour de Saint-André-les-Alpes dont les maquisards de la 5e compagnie de FTP et les groupes de l'Armée secrète (AS) de Gérard Pierre-Rose (alias Manfred) et Lagoutte (commandés par Trouyet alias capitaine Charles) prennent le contrôle le 9 juin 1944. Des combats ont lieu vers 15 heures au col des Robines entre une colonne allemande (3 camions, 80 hommes environ) et la 5e Cie FTP. Les maquisards repoussent les Allemands qui ont trois morts et un prisonnier. Deux prisonniers allemands capturés en descendant du train des Pignes doivent être exécutés à Saint-André-les-Alpes. Mal fouillés, ils blessent six résistants d'origine russe avec des grenades. Ils sont maîtrisés et exécutés. Un agent de la Gestapo est arrêté par les maquisards à Castellane ainsi qu'un membre du PPF. Ils sont jugés puis exécutés. 
Pour venger les morts allemands et mater l'insurrection dans le secteur, la Gestapo de Digne décide de mener des représailles en exécutant 11 résistants à Saint-Julien-du-Verdon sur les lieux de l'embuscade du 6 juin 1944. Cependant, l'insécurité qui règne sur le réseau entre Castellane et Digne l'empêche de mener à bien elle-même cette opération de répression. Elle demande donc à la Gestapo de Nice d'organiser les représailles.

## L'organisation de l'exécution par la Gestapo de Nice
Le 10 juin 1944, 13 résistants sont extraits du quartier allemand de la prison de Nice aux nouvelles prisons. Ils sont poussés dans un fourgon cellulaire qui prend la route des Alpes. 
Parmi les 13 résistants se trouvent notamment 4 élèves du lycée de garçons Félix Faure de Nice (Gilbert Campan, Césaire Aubé, Francis Gallo et Roger Demonceaux) ainsi qu'un ancien élève (Jacques Adam). Ces 4 lycéens ont rejoint le maquis du Férion le 6 juin 1944. Ce maquis formé début juin 1944 sur les hauteurs de Bendejun attend un parachutage d'armes. Les lycéens partent de Nice le 6 juin. Ils se sont donné rendez-vous sous l'olivier de la paix devant le lycée Masséna. Joseph Arnaldi, fondateur du groupe de résistants lycéens Jojo est présent pour leur dire au revoir. L'agent de liaison Bernard Audibert les conduit à Bendejun. Ils arrivent au maquis de Férion. Cependant la Milice et les Allemands ont repéré les mouvements des groupes de résistance. Dans le même temps, ces derniers se rendent compte que le parachutage n'aura pas lieu, probablement du fait d'une incompréhension avec les Alliés sur le lieu de parachutage. Le 9 juin, l'évacuation du maquis commence. Les lycéens quittent à leur tour le maquis accompagnés par Jacques Adam pour rejoindre la maison de campagne de M. Gallo, à l’Aire Saint-Michel. Ils sont cependant arrêtés en route par la Milice (à Saint-André ou à Saint-Pancrace) qui les livre à des gendarmes allemands qui les conduisent à la prison de Nice.
Trois des 11 fusillés de Saint-Julien-du-Verdon sont des résistants originaires de Puget-Théniers, membres du groupe François monté sur Puget-Théniers par Gabriel Mazier (alias capitaine François). Ces trois résistants sont Nonce Casimiri arrêté le 29 avril 1944 ainsi que les frères Aimé et Roger Magnan arrêtés le 4 mai 1944.

## Deux résistants fusillés auBar-sur-Loup

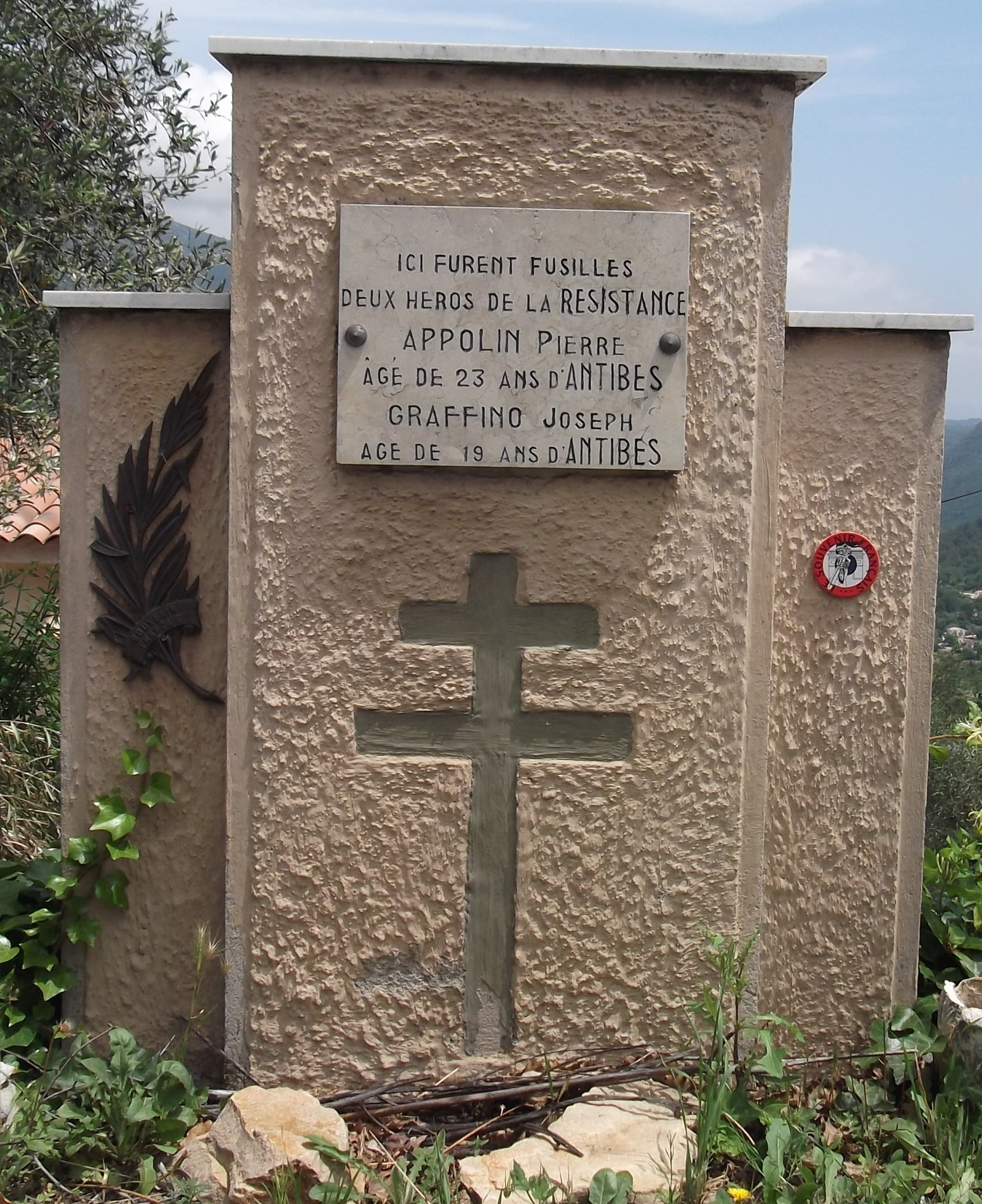
Photographie de la stèle commémorative au Pré-du-Lac au Bar-sur-Loup honorant Pierre Appolin et Joseph Graffino exécutés le 10 juin 1944.

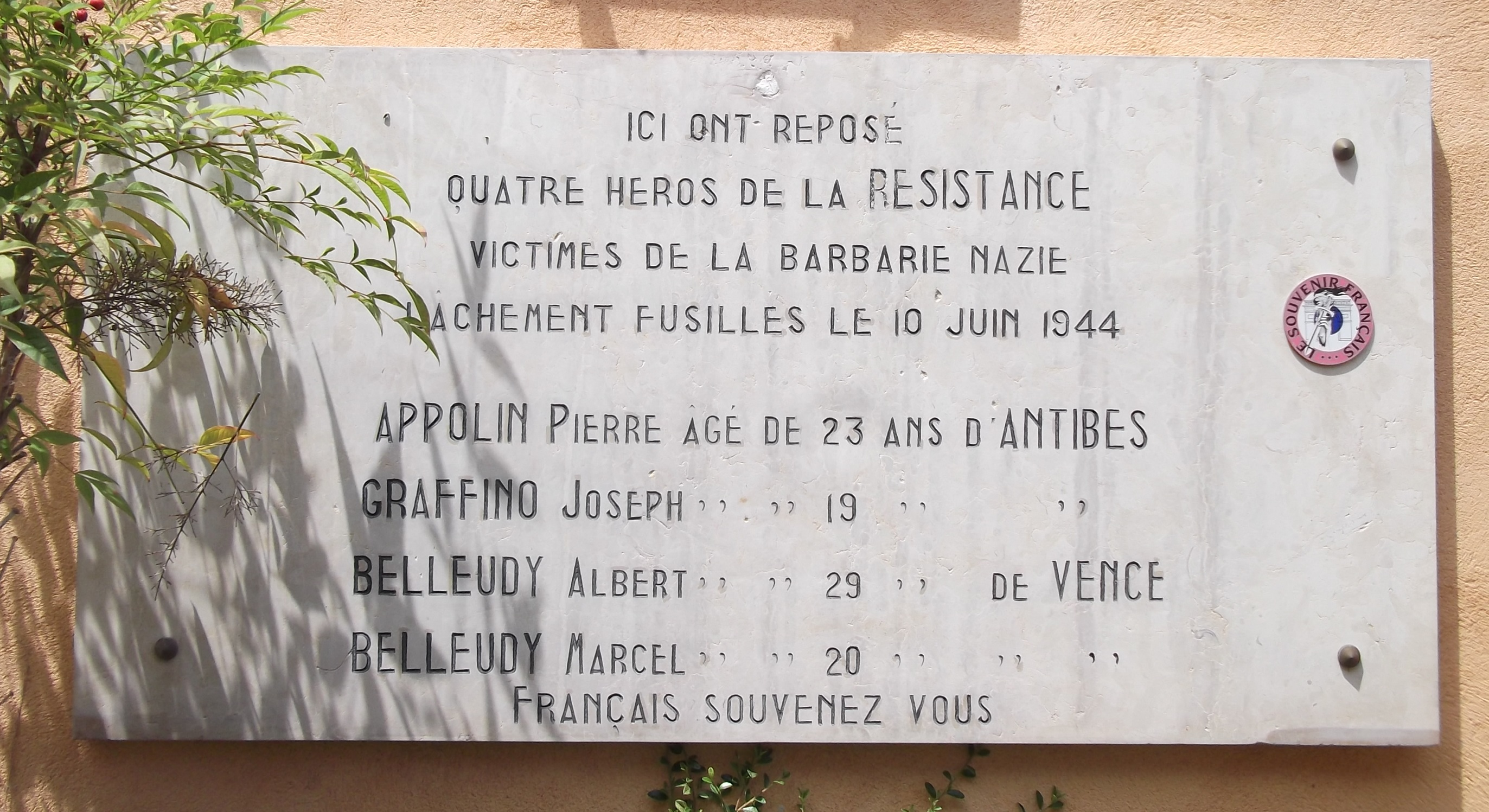
Photographie de la plaque commémorative située au-dessus de l'entrée de la maison de retraite allée du docteur Maffet au Bar-sur-Loup rappelant que les corps de 4 résistants tués le 10 juin 1944 ont été déposés en cet endroit.

Le fourgon qui emmène les résistants encadrés par des soldats allemands s'arrête une première fois sur la commune du Bar (Alpes-Maritimes vers 19 heures au carrefour du Pré-du-Lac (quartier Saint-Andrieu). Pierre Appolin et Joseph Graffino, deux FTP antibois, sont extraits du fourgon et exécutés quelques mètres plus loin, à l'angle de la route de Grasse et du chemin des Martelles, en représailles de l'attentat organisé par la résistance et qui coûte la vie au consul fasciste-républicain  d'Antibes. Cet attentat du 17 mars 1944 à Antibes a été organisé par le détachement Korsec. Une stèle commémorative a été érigée sur les lieux de l'exécution des deux FTP.  Leurs corps sont déposés par la population dans l'actuelle maison de retraite allée du docteur Maffet avec les corps des frères Albert et Marcel Belleudy. Les frères Belleudy sont des résistants membres des FTP et originaires de Vence. Ils sont exécutés pour avoir voulu désarmer des soldats allemands dans les Gorges du Loup à Gourdon. Une plaque commémorative de cette exécution existe à Gourdon à la sortie du canal du Foulon.

## L'exécution de 11 résistants à Saint-Julien-du-Verdon
Le convoi poursuit sa route. Dans le fourgon, les résistants qui ont vécu l'exécution de leurs deux camarades ne se font probablement plus d'illusion sur le sort qui les attend eux aussi. Les heures passent. Vers 5 heures du matin le 11 juin 1944, le convoi arrive à l'entrée Saint-Julien-du-Verdon. Le fourgon s'arrête.
Les soldats allemands ouvrent les portes. Ils disent aux prisonniers « Vous êtes libres ! ». Ils descendent et là ils sont exécutés par rafales de mitraillettes. 9 prisonniers au milieu du terrain reçoivent le coup de grâce. Deux autres, Aimé Magnan et Jacques Adam, qui se trouvent un peu plus éloignés, au pied du taillis en bordure, font le mort et ne reçoivent pas le coup de grâce. Ils sont cependant grièvement blessés. La Gestapo quitte les lieux et laisse les corps sur place,.

## Découverte des corps et décès des deux survivants

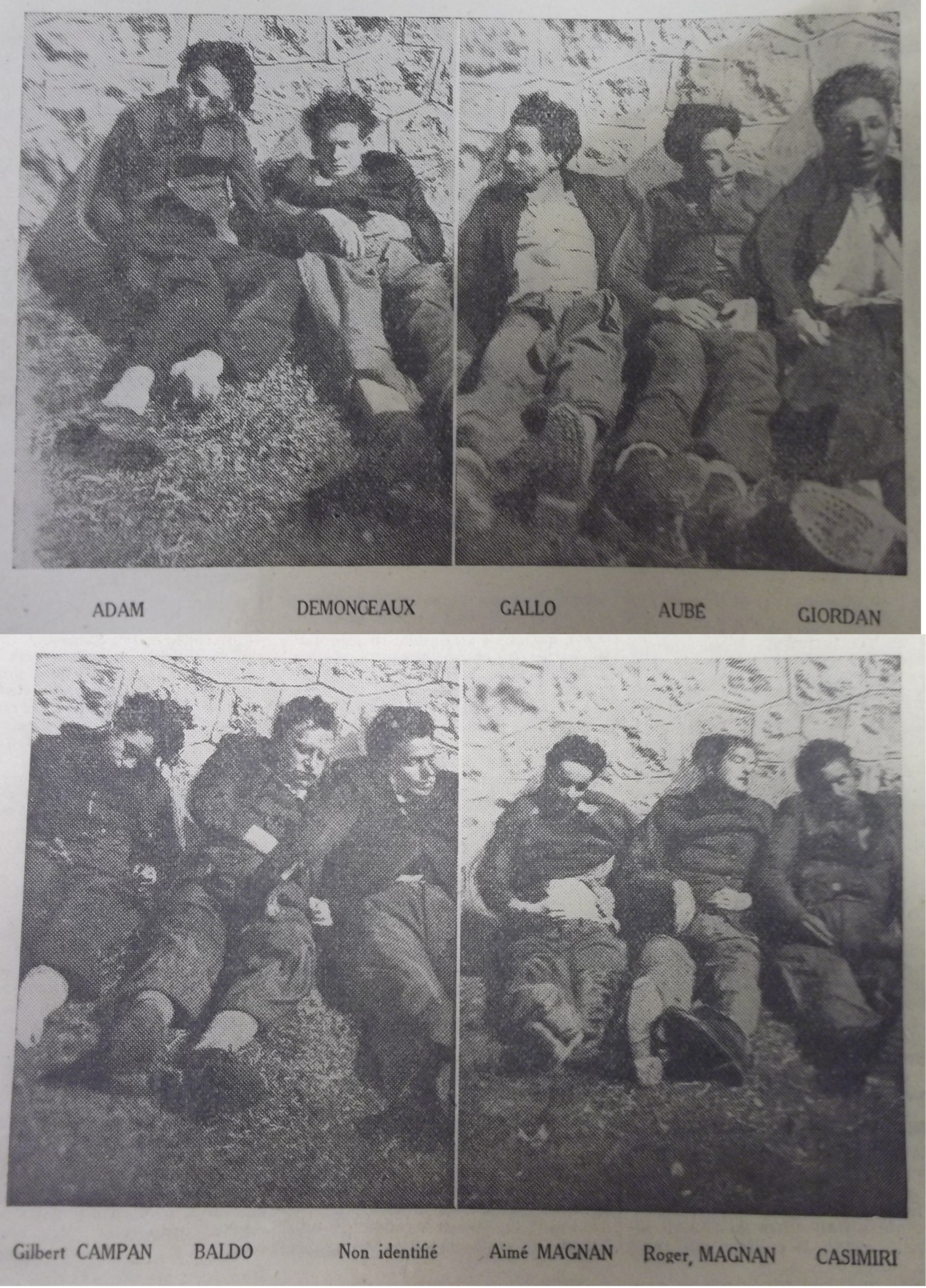
Les corps des fusillés (9 tués sur le coup et deux décédés de leurs blessures) sont regroupés au cimetière de Saint-Julien-du-Verdon Alpes-de-Haute-Provence, adossés le long du mur et pris en photographie par la gendarmerie de Castellane Alpes-de-Haute-Provence afin de pouvoir les identifier. Ces deux photos (une rangée de 5 corps et une autre de 6 corps) ont été publiées avec les identités en légende dans le journal L'Ergot n°8, édition du 8 octobre 1944. Le 3e fusillé en partant de la gauche sur la seconde photographie est indiqué comme non identifié. Il s'agit d'Albin Bandini, identifié officiellement en 1994.

Plusieurs camions de soldats allemands ont été aperçus dans la commune ce matin du 11 juin 1944. Vers 10 heures, l'abbé Alphonse Isnard, curé catholique de la paroisse, croise des soldats allemands qui le mettent en joue tandis qu'il se rend à bicyclette à Castillon pour y célébrer la messe. Il a également entendu peu après des coups de feu au loin. Dans la matinée, M. Raybaud, l'oncle du maire, découvre les corps des résistants dans son champ. Les habitants sont prévenus ainsi que l'abbé Isnard. Ils vont observer la scène mais la présence allemande dans la vallée les empêche d'approcher les corps. Dans la nuit du 11 au 12 juin, l'abbé et quelques habitants s'approchent des corps. Ils constatent que certains ont été torturés. L'abbé Isnard retire un gant de la main de Gilbert Campan et se rend compte que la main est broyée. 
C'est en s'approchant des deux autres corps en bordure du champ que l'on réalise qu'ils sont encore vivants. Épuisé, Jacques Adam dit brièvement « Nous venons de Nice, nous avons été trahis. On nous a dit que nous étions libres. J’ai fait le mort ». Aimé Magnan est agonisant. Une chaîne de solidarité se met en place malgré le danger. Des femmes, des hommes âgés, des enfants prennent le char à bancs de M. Laugier. Ensemble, ils le poussent et le tirent jusqu'à l’église paroissiale située hors du village. Là, les deux blessés sont cachés dans la chapelle latérale droite et déposés sur deux matelas. À leur chevet se trouvent Madame Maria Bœuf (dont deux fils mourront à Buchenwald), Madame Jeanne Collomp (résistante passeuses d'armes et de messages, femme d'Eugene Collomp, résistant ayant pris le maquis en début de conflit) et Madame Odette Michel.
Pendant ce temps et malgré le danger, l'abbé Isnard se rend à bicyclette à Castellane pour chercher le médecin. Malheureusement, celui-ci est absent. Il se rend alors à Saint-André-les-Alpes auprès du docteur Dozoul. Ce dernier se rend immédiatement auprès des blessés. Il les examine et déclare qu'il ne peut plus rien faire. Leurs blessures sont trop graves et nécessitent des soins qu'on ne peut leur prodiguer dans cette situation dramatique. L'abbé Isnard assiste les deux hommes dans leurs derniers instants. Aimé Magnan décède en fin de journée le 12 juin sans avoir pu dire un mot. Jacques Adam n’a pratiquement rien dit et l'abbé Isnard ne lui pose aucune question pour ne pas l'épuiser. L'abbé Isnard est lui aussi un résistant. Il est lié aux maquis et connaît l'importance du silence. Jacques Adam est décédé le 13 juin très tôt le matin.
La gendarmerie de Castellane se rend sur les lieux du massacre dès le 12 juin et commence son enquête. Les corps des neuf autres exécutés sont transportés dans le nouveau cimetière sur une charrette traînée par des enfants et les rares hommes présents au village, faute de bêtes de trait. On cherche à identifier ces corps souillés de terre et de sang. D'elles-mêmes, Jeanne Collomb, Félicie Fourmant, Odette Michel effectuent une toilette mortuaire sommaire des corps, coupent une mèche de cheveux, prennent des pièces de vêtements pour les remettre aux familles. L’abbé Isnard, les gendarmes de Castellane et Élie Reybaud photographient les corps qu’on a adossés au mur. Les hommes, les jeunes gens, les réfractaires au S.T.O. venus de la montagne creusent onze tombes. De son côté, Auguste Honorat, le menuisier, réalise les cercueils, aidé par son collègue de Saint-André-les-Alpes, Léonce Henry. Le maire adjoint, Gaston Martel, creuse un trou dans son hangar à bois pour y dissimuler objets et effets personnels.
Les trois résistants originaires de Puget-Théniers (Nonce Casimiri, Aimé et Roger Magnan), membres du groupe François sont rapidement identifiés. L'abbé Isnard improvise leur transport. Trois tombes restent donc vides ce dont s'aperçoivent les Allemands à leur retour au village. Furieux, les habitants, suspectés d'aider la Résistance, sont molestés. L'abbé Isnard est menacé à deux reprises d'être exécuté.
Les photos des corps sont adressées à la gendarmerie de Nice. Césaire Aubé est immédiatement reconnu par son père, un gendarme. D'autres victimes sont également identifiées. Les gendarmes parviennent finalement à identifier 10 des 11 résistants : Jacques Adam, Césaire Aubé, Georges Baldo, Gilbert Campan, Nonce Casimiri, Roger Demonceaux, Francis Gallo, Félix Giordan, Aimé Magnan et Roger Magnan. Un dernier fusillé demeure inconnu. En 1991 ou 1992, un historien marseillais trouve, dans les archives allemandes, une liste comportant les noms des onze fusillés. Parmi eux, le nom inconnu d'Albin Bandini. Ce dernier est formellement identifié en 1994 et déclaré Mort pour la France en 1998  .
Profondément marqué par les événements, l'abbé Isnard écrit un poème en juillet 1944.

## Les fusillés de Saint-Julien-du-Verdon

### Décorations
- Six fusillés ont été décorés de la Médaille Militaire à titre posthume (dont Félix Giordan et Aimé Magnan) [18].

- Neuf fusillés ont été décorés la Médaille de la Résistance à titre posthume[18].

- Jacques Adam a obtenu le grade de chevalier de la Légion d'honneur à titre posthume[18].

### Monuments lapidaires
- Un mémorial existe près des lieux de l'exécution à Saint-Julien-du-Verdon. Le site a connu des transformations depuis 1945.

- Une stèle commémorative a été érigée à Nice dans le jardin des fusillés du Verdon, à l'angle du Boulevard du Souvenir Français et du Boulevard Napoléon III. On peut lire l'inscription suivante : « Le 11 juin 1944, à l'aube de la Libération, 11 membres de la résistance azuréenne ont été fusillés à Saint-Julien-du-Verdon (suivent les noms des fusillés). Inauguré par monsieur le Maire Jacques PEYRAT (suite illisible) » [24].

- Un monument commémoratif a été érigé à 4 kilomètres de Puget-Théniers (Alpes-Maritimes) direction Digne. Il comporte les noms des 11 fusillés[25].

- Une plaque commémorative a été inaugurée en 1946 dans le préau du lycée Masséna à Nice pour les 4 lycéens et l'ancien lycéen fusillés à Saint-Julien-du-Verdon [26].

- Une seconde plaque commémorative a été inaugurée dans la cour du lycée Masséna à Nice en juin 1994.

- Une plaque commémorative a été inaugurée en octobre 1996 au 26, rue Assalit à Nice (Alpes-Maritimes) pour honorer la mémoire de Jacques Adam[27].

- Une plaque commémorative a été inaugurée en 1946 rue Francis-Gallo à Nice (Alpes-Maritimes) pour honorer la mémoire de Francis Gallo[28].

### Toponymie
- Il existe depuis 1998 un jardin des fusillés de Saint-Julien-du-Verdon 11 juin 1944 à Nice (Alpes-Maritimes), à l'angle du boulevard du Souvenir-Français et du boulevard Napoléon-III. Un monument commémoratif y a été érigé.

- Il existe depuis 1946 une rue Francis-Gallo dans le Vieux Nice (Alpes-Maritimes). Une plaque commémorative y honore le lycéen.

- Il existe depuis 1946 une place Félix-Giordan à Coaraze (Alpes-Maritimes).

- Il existe depuis 1979 un pont Césaire-Aubé à Saint-André-de-la-Roche (Alpes-Maritimes).

- Il existe un boulevard Albin-Bandini à Marseille (Bouches-du-Rhône).

- Il existe depuis le 11 juin 2010 une montée de l'abbé Alphonse Isnard à Saint-Julien-du-Verdon (Alpes-Maritimes) [29].

### Commémorations
- Chaque année, le 11 juin, une cérémonie commémorative a lieu à l'espace commémoratif aménagé sur les lieux du massacre à Saint-Julien-du-Verdon, le long de la RN 202 (207), à proximité de la départementale 955 (552) provenant de Castellane (Alpes-Maritimes). Elle regroupe les officiels, les anciens combattants, une délégation du lycée Masséna de Nice et les citoyens.

- Chaque année, le 11 juin, une cérémonie commémorative a lieu au lycée Masséna de Nice (Alpes-Maritimes).

- Charles de Gaulle, alors chef de l'État, a visité le site le 10 décembre 1960  [30].

### Évolution et description du mémorial de Saint-Julien-du-Verdon
Le site de l'exécution est constitué par un champ dans lequel sont plantés onze drapeaux tricolores.
Un monument commémoratif a tout d'abord été édifié le long de la route bordant le champ dans lequel s'est déroulée l'exécution. Il a été érigé à l'initiative de la commune de Saint-Julien-du-Verdon grâce à une souscription des mouvements de la résistance et inauguré le 23 juillet 1945. Ce monument rectangulaire comprend une croix de Lorraine et une plaque commémorative listant l'identité des exécutés et leurs dates de naissance ainsi que le texte suivant : « Ici, le 11 juin 1944, ont été lâchement abattus et dépouillés de tout par les allemands, 11 patriotes français des groupes de résistance, Corps francs de la Libération et Combat de la région de Nice et de Puget-Théniers ». Ces mots sont suivis des vers de Charles Péguy : « Heureux ceux qui sont morts dans les grandes batailles, Couchés dessus le sol à la face de Dieu, Heureux ceux qui sont morts pour leur âtre et leur feu, Heureux les épis mûrs  et les blés moissonnés » . En juin 1994, l'inconnu ayant été identifié comme étant Albin Bandini, son identité est inscrite.
Un nouvel ensemble commémoratif est réalisé en 1996 à Saint-Julien-du-Verdon. Il se trouve éloigné d'une dizaine de mètres du champ dans lequel s'est produite l'exécution. Les travaux ont donc entraîné le déplacement du premier monument érigé en 1945. De plus, une grille de protection a été posée ainsi que onze dalles de granit noir. Ces dalles portent chacune le nom d'un des martyrs. Elles forment au sol une croix de Lorraine où sont déposées les gerbes avant la cérémonie du 11 juin. Depuis 2004, le site mémoriel est entièrement clôturé. Le monument commémoratif s'est donc transformé en un lieu de mémoire pouvant accueillir près d'une centaine de personnes.